# Сад ме пронађи
Сад ме пронађи је први албум Маје Николић у каријери, који је издала за ПГП-РТС 1995. Продуцент албума је био њен тадашњи менаџер Саша Драгић.

## Песме
| Сад ме пронађи (1995) ПГП-РТС |
| ----------------------------- |
| 1. Вруће мокро клизаво        |
| 2. Као да сам луда            |
| 3. Само једном се воли        |
| 4. Савршено погрешна          |
| 5. Одлази                     |
| 6. Песма тишине               |
| 7. Шансе нема                 |
| 8. Напустио си све            |
| 9. Сад ме пронађи             |